# 沃伦街站
沃伦街站（英語：Warren Street station）是马萨诸塞湾交通局运营的轻轨绿线B支线车站。车站位于波士顿奥尔斯顿区紧邻沃伦街和联邦大道交汇路口的联邦大道中央隔离带上。车站由两座侧式站台组成，并不是无障碍车站。

## 历史

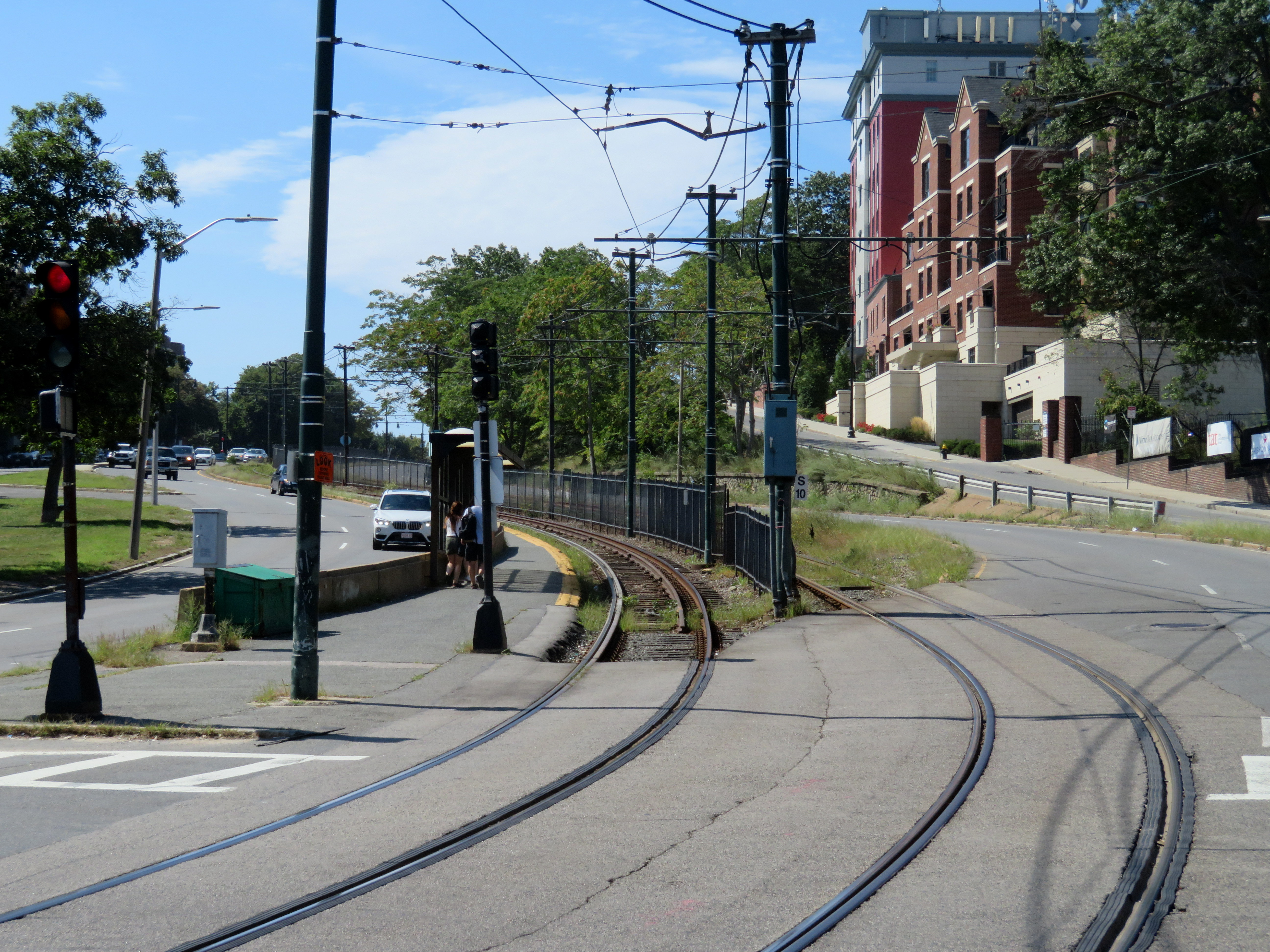
向南方向行驶的车道在沃伦街路口穿过铁轨。

1900年5月26日，派卡角站至栗山大道站的有轨电车开通运行，有轨电车在沃伦街设立车站并在此停靠。由于沃伦街到奇斯威克路之间的路段中央隔离带的宽度不够大，当时有轨电车的轨道并没有设在道路中央隔离带中，而是在南行方向汽车道和南行方向辅路之间。1960年之后，新的南行方向汽车道修建在轻轨另一侧，向南行驶的汽车需要在沃伦街横穿铁轨。
1983年以前的车站十分狭窄，候车乘客与车道之间只有很窄的距离。在1983年7月30日至9月10日之间，B线暂时停运并更换轨道。在这期间，马萨诸塞湾交通局为车站增加了矮墙和遮阳棚。